# 魚豆腐

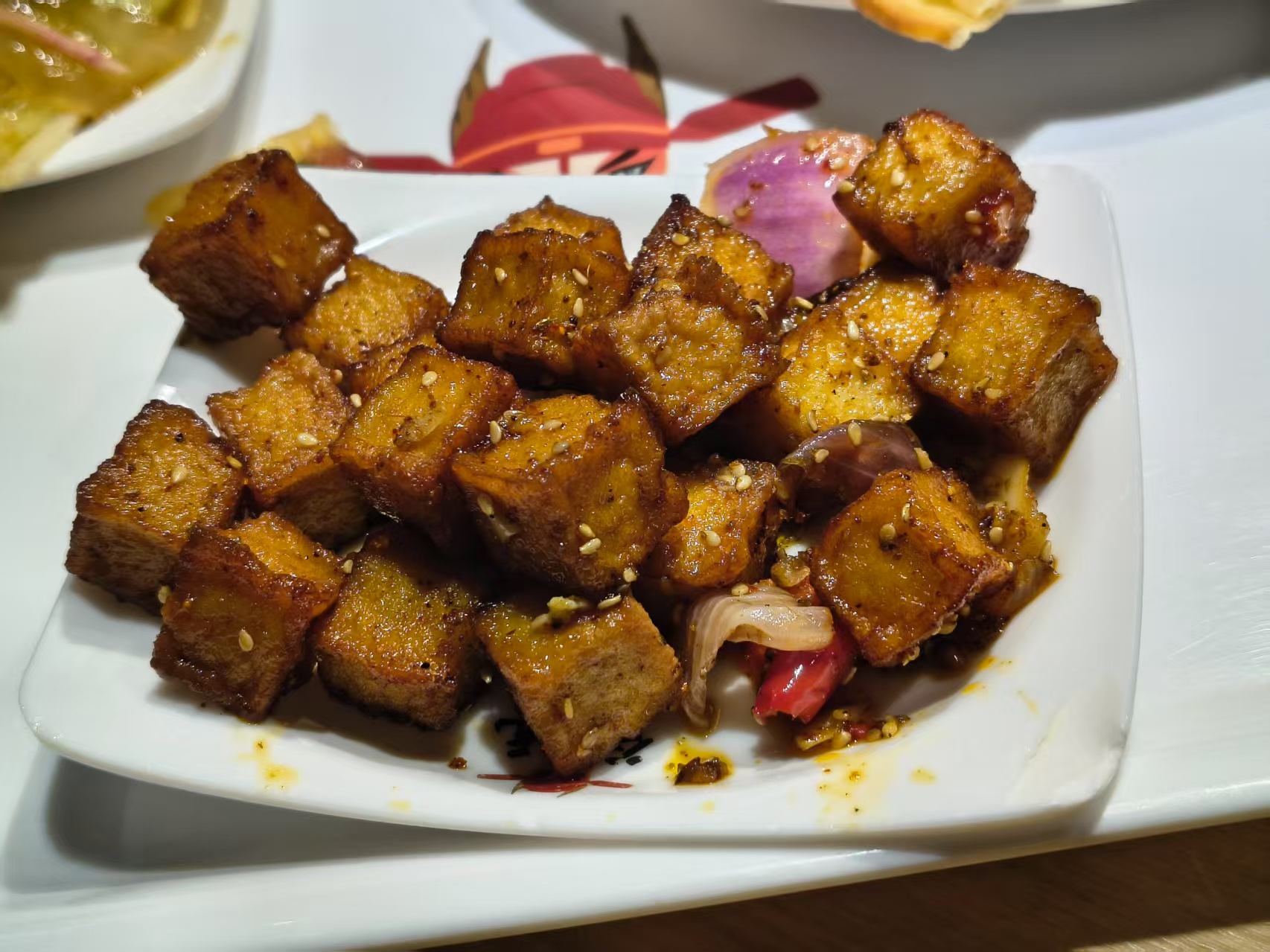
炒めた魚豆腐

魚豆腐（ぎょどうふ）、または魚腐は、中国の魚を元とする加工食品である。魚肉の練り物であり、豆腐と名乗るが、大豆とは関係がない。形は豆腐に似ているのが名前の由来。食べ方は、炒めるか煮る、または串焼きとして食べることもある。